# 戚墅堰站
戚墅堰站位于江苏省常州市武进区戚墅堰，是京沪铁路和沪宁城际铁路上的一个车站。车站分为普速场和城际场。普速场于1908年启用，不办理客运业务，办理整车货物到发业务。车站在1949年后长期归属苏州车务段管辖:73。2003年12月23日上海铁路局撤销苏州车务段，戚墅堰站划归为无锡直属站管辖，2010年3月26日又划归常州直属站至今。
戚墅堰城际场于2010年7月1日随沪宁城际铁路通车而启用。2011年3月28日至10月21日，戚墅堰城际场曾由苏州直属站管辖。截至2025年4月运行图，戚墅堰站每日办客10趟列车。

## 车站结构

### 普速场
戚墅堰站建于1908年4月，当时设有3条到发线和2条其他线。1961年戚墅堰机车厂北厂扩建后，修建接轨车站的专用线。1970年代初沪宁铁路实施复线化，车站扩建站场规模，同时重建客运站房、信号楼、站台雨棚和地下通道:73。扩建后的车站设有2条正线、5条到发线及2座客运站台。戚墅堰站有货位51个，最大起重能力32吨，并有专用线通往中车戚墅堰机车及戚墅堰电厂:672。现时，本站普速场为2台8线（2个岛式站台，4个站台面，8条轨道线）。
2008年车站新建新货场。新货场位于中天钢铁西侧、京杭大运河东侧，面积20.67公顷、内设有5条装卸线，于2011年3月完工并投入使用:273。目前戚墅堰站办理货运业务，主要到发品为煤、焦炭、钢铁及有色金属类。
- 戚墅堰站新货场
- 普速场站房
- 普速场站牌
- 普速场设有往中车戚墅堰机车的专用线

### 城际场
戚墅堰城铁站站房建筑面积为2000平方米。站房综合楼为地上一层，局部两层。候车室位于站房1层中央，面积560平方米，设有40张座椅。站房内售票处面积120平方米左右，设有6个售票窗口，配置2套售票设备，其他4个窗口预留，票厅内同时设置2台自动售票机。
戚墅堰站设2站台4线，其中正线2条，到发线2条，站台为两个侧式站台。1号站台紧贴站房，供往上海方向列车停靠，2站台供往南京方向列车停靠。
| 普速场   | 京沪铁路 站线                     |
| 侧式站台 |                                   |
| 2站台    | 沪宁城际铁路 往南京方向（常州站） |
| 通过线   | 沪宁城际铁路上行列车通过线        |
| 通过线   | 沪宁城际铁路下行列车通过线        |
| 1站台    | 沪宁城际铁路 往上海方向（惠山站） |
| 侧式站台 |                                   |
| 站房     | 售票处、进站口、候车室            |

## 接驳交通
| 戚墅堰火车站 | 戚墅堰火车站     | 戚墅堰火车站 | 戚墅堰火车站   | 戚墅堰火车站 |
| 编号         | 路线             | 路线         | 路线           | 备注         |
| ------------ | ---------------- | ------------ | -------------- | ------------ |
| 77           | 戚墅堰火车站     | ⇆            | 潞城公交中心站 |              |
| 502          | 武进公交中心站   | →            | 戚墅堰火车站   | 定时班车     |
| 502          | 武进公交中心站东 | ←            | 戚墅堰火车站   | 定时班车     |